# Opération Lorraine
Haiphong – Hanoi – Papillon – Léa – Ceinture – Route Coloniale 4 – Vĩnh Yên – Mạo Khê – Sông Đáy – Hòa Bình – Nghia Lo
– Lorraine – Nà Sản – Bretagne – Adolphe – Laos I – Atlante – Camargue – Hirondelle – Brochet – Mouette – Laos II – Điện Biên Phủ –  Mang-Yang-Pass
Opération Lorraine war eine französische Militäroperation während des Indochinakriegs Ende 1952. Die Operation zielte auf das logistische Netzwerk der Viet Minh in Tonkin und sollte die Viet Minh dazu bringen, Kräfte von ihrer Offensive im Norden von Tonkin abzuziehen.

## Hintergrund
1952 konnten die Viet Minh im Norden Tonkins mehrere französische Stützpunkte einnehmen. Die Franzosen gerieten durch den Verlust von Nghia Lo am 17. Oktober 1952 mit rund 700 Verlusten auf französischer Seite im Norden Tonkins gegenüber den Viet Minh mehr und mehr ins Hintertreffen. Um die Initiative wiederzugewinnen, plante der französische Oberbefehlshaber in Indochina Raoul Salan eine Operation gegen Logistiknetzwerke der Viet Minh entlang des Roten Flusses und des Klaren Flusses. Dazu bot Salan rund 30.000 Soldaten sowie Panzerkräfte und Flugzeuge auf.

## Operationsverlauf
Die Operation begann am 29. Oktober 1952. Die französischen Truppen konnten relativ ungehindert vorrücken und entdeckten größere Mengen an Waffen und Militärmaterial. Eine Zerschlagung der Strukturen der Guerilla konnten sie jedoch nicht erreichen. Giáp zog keine seiner regulären Truppen wegen der französischen Operation ab, sondern ließ die regionalen Viet-Minh-Kräfte Überfälle und Hinterhalte gegen die motorisierten und damit straßengebundenen französischen Truppen durchführen. Unter diesem Druck befahl Salan am 14. November 1952 den Rückzug. Die Viet Minh fügten den französischen Truppen während des Rückzugs noch durch Hinterhalte empfindliche Verluste zu. Das französische Expeditionskorps verlor rund 1.200 Mann während der Operation.